# Galerucella ohkurai
Galerucella ohkurai là một loài bọ cánh cứng trong họ Chrysomelidae. Loài này được Kimoto & Takahashi miêu tả khoa học năm 1992.